# مائورو ایکاردی
مائورو امانوئل ایکاردی ریورو (به انگلیسی: Mauro Emanuel Icardi Rivero) بازیکن فوتبال اهل کشور آرژانتین است که در پست مهاجم برای باشگاه گالاتاسرای در سوپر لیگ ترکیه بازی می‌کند.

## دوران باشگاهی

### سمپدوریا
او متولد شهر روزاریوی آرژانتین است. در سن ۶ سالگی به کشور اسپانیا رفته است. نکته جالب در مورد او این است که در رده جوانان بیش از۱۰۰۰ گل زده است. در سال ۲۰۰۷ در حالی که تیم‌های زیادی خواهان او بودند به بارسلونا پیوست. قبل از انتقال قرضی به سمپدوریا در سال ۲۰۱۱ در تیم‌های زیر ۱۷ سال و زیر ۱۹ سال بارسلونا بازی کرد. ایکاردی بعدها گفت که جدایی از بارسلونا تصمیم بدی نبوده است.
سمپدوریا او را به صورت قرضی برای یک فصل به خدمت گرفت اما در انتهای فصل با استفاده از بند خرید او را به مدت سه سال به خدمت گرفت. در سال ۲۰۱۲ اولین بازی اش را برای تیم بزرگسالان مقابل یووه استابیا انجام داد. ۱۰ دقیقه بعد از ورودش از روی نیمکت در آن بازی، اولین گل دوران حرفه اش را به ثمر رساند. در تاریخ ۲۶ سپتامبر همان سال نیز در مقابل آ اس رم اولین بازی اش در سری آ را انجام داد. چند ماه بعد در مقابل جنوا اولین گلش در سری آ را به ثمر رساند.

### اینتر میلان
در تابستان سال ۲۰۱۲ شایعاتی مبنی بر انتقال او به اینتر میلان به گوش رسید که پس از مدتی رسماً تأیید شد. در آن سال شماره ۹ اینتر به او رسید. او گفت که «پیوستن به اینتر یک رؤیا است که به حقیقت تبدیل شده است.» اولین گلش برای اینتر را در یک بازی پیش فصل مقابل هامبورگ به ثمر رساند. ۲۵ اوت ۲۰۱۳ اولین بازی رسمیش را برای اینتر انجام داد و در بازی مقابل جنوا به میدان رفت.
در فصل دوم حضورش در اینتر موفق شد در سری آ آقای گل شود. در انتهای فصل ۱۵–۲۰۱۴ او با ۲۲ گل به همراه لوکا تونی بهترین گلزن سری آ شد. یکی از حواشی که ایکاردی در طی حضور در اینتر با آن درگیر بود، مربوط به مسئله ازدواجش است. او با واندا نارا، مدل مشهور آرژانتینی و همسر سابق ماکسی لوپز ازدواج کرد. ماکسی لوپز با ایکاردی در سمپدوریا همبازی بود.
فصل بعد با خبری خوبی برای او آغاز شد. ایکاردی به عنوان کاپیتان باشگاه اینتر انتخاب شد. در ۲۲ نوامبر ۲۰۱۵ صدمین بازی اش در سری آ را مقابل فروزینونه انجام داد و موفق به گلزنی شد. در پایان سال ۲۰۱۵ در جایگاه ۸۲ بهترین بازیکن فوتبال‌های سال ازنگاه گاردین قرار گرفت. در سال ۲۰۱۵ ایکاردی قراردادش را با اینتر تا سال ۲۰۱۹ تمدید کرد.
در ماه اوت ۲۰۱۶ خبرهایی منتشر شد که اینتر در حال مذاکره برای تمدید قرارداد کاپیتانش است. در تابستان ۲۰۱۶ باشگاه ناپولی در صدد جذب ایکاردی بود. در اوایل فصل ۱۷–۲۰۱۶ در بازی مقابل یوونتوس گل اول تیمش را زد و بازی بسیار خوبی انجام داد. اینتر آن بازی را ۲ بر ۱ برد.

### گالاتاسرای
۲۰۲۲–۲۳: فوتبالیست سال ترکیه و قهرمانی لیگ
او فصل را در پاریس آغاز کرد، اما در هیچ مسابقه‌ای برای پاری سن ژرمن بازی نکرد. با این حال، در لیست مسابقه برابر نانت در فینال سوپرجام فرانسه (Trophée des Champions) قرار گرفت. با تصمیم سرمربی گالتیه، ایکاردی از لیست تیم برای لیگ قهرمانان اروپا کنار گذاشته شد. در ۸ سپتامبر ۲۰۲۲، ایکاردی با قراردادی یک‌ساله به صورت قرضی به باشگاه سوپر لیگ ترکیه، گالاتاسرای، پیوست. او در همان شب با استقبال هزاران هوادار در فرودگاه آتاتورک معرفی شد.
ایکاردی اولین بازی رسمی خود برای گالاتاسرای را در تاریخ ۱۶ سپتامبر ۲۰۲۲ انجام داد و به‌عنوان بازیکن تعویضی وارد زمین شد تا در پیروزی ۲–۱ مقابل قونیه‌اسپور نقش‌آفرینی کند. او نقش قابل توجهی در دیدار برابر آلانیااسپور در تاریخ ۲۳ اکتبر ایفا کرد؛ جایی که اولین گل خود در لیگ را به ثمر رساند و با یک پاس حساس با پشت پا برای دریس مرتنز به تیم کمک کرد تا بازی را به تساوی بکشاند. در پیروزی ۷–۰ برابر استانبول باشاک‌شهیر، او یک گل زد و دو پاس گل داد. پس از یک مصدومیت جزئی که در پایان جام جهانی فوتبال ۲۰۲۲ برای او رخ داد، این بازیکن آرژانتینی با عملکردی چشمگیر بازگشت و در دربی بین‌قاره‌ای برابر فنرباغچه تنها در ۱۵ دقیقه بازی یک گل زد و یک پاس گل داد. شور و تعهد او به سرعت او را در دل هواداران جای داد. در دیدار برابر آنتالیااسپور در ورزشگاه نف، آهنگ " Aşkın Olayım " که مدتی به او اختصاص داده شده بود، پخش شد و ارتباط او با هواداران را تقویت کرد.
در ۱۴ آوریل ۲۰۲۳، ایکاردی یک هت‌تریک به ثبت رساند و یک پاس گل دیگر در پیروزی ۶–۰ برابر قیصریه‌اسپور ارائه داد. در پی پیروزی ۴–۱ در خارج از خانه برابر آنکاراگوچو در ۳۰ می، که ایکاردی در آن دو گل زد، گالاتاسرای قهرمانی سوپر لیگ ۲۰۲۲–۲۳ را مسجل کرد. ایکاردی سپس در بازی برگشت برابر فنرباغچه در ۴ ژوئن گلزنی کرد و رکورد ۱۳ گل در ۹ بازی را به ثبت رساند. او همچنین در تمام دربی‌هایی که برای تیمش بازی کرد (در برابر فنرباغچه و بشیکتاش) گلزنی کرد. او لیگ را با ۲۲ گل و ۷ پاس گل به پایان رساند.

## زندگی شخصی
پس از جدایی واندا نارا مدل آرژانتینی از ماکسی لوپز بازیکن فوتبال آرژانتینی و ملی پوش، ایکاردی در سال ۲۰۱۳ با وندا ۲۷ ساله ازدواج کرد. بسیاری از بزرگان فوتبال آرژانتین مثل مارادونا از ایکاردی انتقاد کردند و او را متهم به خیانت به ماکسی لوپز دوستش کردند. برخی افراد اعتقاد دارند که دلیل دعوت نشدن ایکاردی به تیم ملی همین موضوع است.  ایکاردی در ردهٔ ملی برای اولین بار در سال ۲۰۱۳ به تیم ملی آرژانتین دعوت شد. او تا سال ۲۰۱۸ تنها هشت بازی ملی انجام داد و یک گل به ثمر رساند.